# Julien-k
Julien-k es la banda formada por Ryan Shuck y Amir Derakh, ambos guitarristas de la banda multiplatino Orgy.
En el proceso de formación de esta banda se añadieron 2 miembros más:
Brandon Belsky Y Elias Andra, este último de ascendencia Mexicana.
Fue creada a finales del año 2003, donde se dieron a conocer a través de su sitio oficial, siendo este en un principio algo más parecido a un blog con algunos segmentos de lo que serían las canciones para su Álbum debut: Death to Analog, el cual sería lanzado a finales del 2005. Sin embargo la banda lo pospuso, para mediados del 2009.
Su sonido tiene fuertes influencias de Depeche Mode, secuencias y ritmos de los años 80, así como Guitar-synths, dando lugar a un sonido único.
Actualmente Julien-k quiere darse a conocer haciendo giras, en lugar del método convencional de sacar un álbum y promocionar sencillos.
En Latinoamérica Julien-k solo se ha presentado en un país, siendo este México, en el Open Door Tour abriendo para Evanescence en:
- México DF / 3 de noviembre de 2007 – Auditorio Nacional
- Guadalajara / 5 de noviembre de 2007 – Auditorio Metropolitano
- Monterrey / 7 de noviembre de 2007 – Arena Monterrey.

Así también se sabe de 2 canciones que fueron creadas para la franquicia más famosa de Sega: This Machine para el team dark en el juego Sonic Heroes y Wake up para el juego Shadow the Hedgehog.
Julien-k también forma un proyecto alterno, llamado Julien-k RMX el cual es la misma banda (con la adición de Chester Bennington y Anthony FU Valcic) haciendo remixes de distintos artistas, ya sean contemporáneos, amigos o bandas que ellos admiran.

## Miembros
| Nombre              | Instrumento                                  |
| ------------------- | -------------------------------------------- |
| Ryan Shuck          | Vocales-Guitarra*                            |
| Amir Derakh         | Guitarras-Sintetizador-Programaciones        |
| Anthony "Fu" Valcic | Vocales de apoyo-Sintetizador-Programaciones |
| Batería             |                                              |

* En algunas canciones, así también, puedes ver a Ryan usando sintetizadores.

## Canciones de Julien-k
-Lista de tracks en Death To Analog-
01. "Death to Analog" - 5:15
02. "Someday Soon" - 4:12
03. "Kick the Bass" - 3:42
04. "Technical Difficulties" - 4:20
05. "Systeme de Sexe" - 5:26
06. "Maestro" - 3:30
07. "Forever" - 4:29
08. "Spiral" - 3:22
09. "Nvr Say Nvr" - 4:01
10. "Dystopian Girl" - 5:01
11. "Look at U" - 3:47
12. "Stranded" - 3:57
13. "Disease" - 3:56
14. "Futura" (DTA Mix) - 4:29
-B-Sides-
Dreamland
Killing Fields
Everyone Knows
-Kick the bass Remixes-
kick the bass (she wants revenge remix)
kick the bass (dave aude remix)
kick the bass (dj escape & johnny vicious remix)
kick the bass (virgin tears & fu - kick the freebase remix)
kick the bass (whiteHEAT remix)
kick the bass (xtended album version)
-Julien-K REMIX (JK RMX)-
What Do They Know? - (JK ReMix vs Mindless Self Indulgence)
What Do They Know? (JK ReMix vs MSI - Instrumental Version DJ Dub)
Morning After (Chester Bennington vs Julien-K)
Flashback Acid Test (JK ReMix vs Motor)
Neighborhood (JK ReMix vs Dirty Heads)
Strength of the World (JK ReMix vs Avenged Sevenfold)
-Otras canciones-
Look at U (Version demo lanzada en la compilación anual de Initium:Eyewear)
Kick the Bass (version demo)
Someday Soon (version demo)
Technical Difficulties (version demo) - Transformers Soundtrack (2007)- Track 11
Everyone Knows (version demo)-
This Machine - Tema para "Team Dark," en el juego Sonic Heroes de Sega
Waking Up - Tema final para el juego Shadow the Hedgehog de Sega
-Covers-
Terminal Decoder - Someday Soon